# 2. Regionalarmee
Die 2. Regionalarmee (jap. 第2方面軍, Dai-ni hōmengun) war von 1942 bis 1945 eine der Regionalarmeen des Kaiserlich Japanischen Heeres. Ihr Tsūshōgō-Code (militärischer Tarnname) war Aufleuchten (輝, Teru) oder Teru 16300.

## Geschichte
Am 4. Juli 1942 wurde die 2. Regionalarmee unter dem Kommando von Generalleutnant Anami Korechika in Mandschukuo als Bestandteil der Kwantung-Armee aufgestellt. Sie diente dort als Garnisons- und Reserve-Einheit.
Nachdem sich abzeichnete, dass die Schlacht um Guadalcanal für die Japaner verloren gehen würde, und mehrere alliierte Divisionen im Osten Neuguineas gelandet waren, erkannte das Daihon’ei (Japanischer Generalstab), dass die amerikanisch-australische Gegenoffensive an diesem Frontabschnitt stattfinden würde. Eine Verstärkung der dortigen Truppen wurde damit zwingend notwendig. Am 29. Oktober 1943 beschloss das Daihon’ei, das Hauptquartier der 2. Regionalarmee nach Davao auf den Philippinen zu verlegen, um von dort aus die Operationen auf West-Neuguinea und Halmahera zu leiten. Dazu unterstand ihr die 2. Armee auf West-Neuguinea, die 19. Armee auf Ceram, die 4. Luft-Armee auf Celebes und die 1. Feld-Stützpunkt-Einheit auf Halmahera. Auch die 18. Armee, die kurz zuvor der 8. Regionalarmee angehört hatte, wurde ihr zugewiesen. Auf See wurden sie von der 4. Süd-Expeditions-Flotte unterstützt. Während die 19. Armee sich bereits im Operationsgebiet aufhielt mussten die 2. Regionalarmee und die 2. Armee per Schiffstransport verlegt werden. Die Verlegung von knapp 120.000 Mann von Mandschukuo in das über 4.000 km entfernte Neuguinea stellte eine große Belastung an die japanischen Schiffskapazitäten dar, die bereits wegen der langen Wege innerhalb der großen Gebietsgewinne auf maximaler Auslastung operierten. Erst am 1. Dezember 1943 konnte General Anami einen provisorischen Befehlsstand in Davao aufschlagen. Zu diesem Zeitpunkt hatte die 2. Armee keine Kampfeinheiten im Operationsgebiet und Verstärkungen für die 19. Armee trafen erst im Februar 1944 ein. Die 7. Luft-Division der 4. Luft-Armee hatte während der Kämpfe in Ost-Neuguinea schwere Verluste hinnehmen müssen und verfügte nur noch über 50 Maschinen. Damit war sie nur noch in der Lage, defensive Aufgaben beziehungsweise Konvoischutz zu übernehmen. Aus Mangel an Ersatzteilen verringerte sich die Anzahl der flugtauglichen Maschinen stetig. Der Bedarf von 600.000 Bruttoregistertonnen durch die 2. Regionalarmee konnte vom Daihon’ei nur mit 300.000 bedient werden, da der Fokus der japanischen Verteidigung auf dem Zentralpazifik lag.
Im Zuge der alliierten Operation Cartwheel wurde ab Juni 1943 die japanische Festung Rabaul isoliert. Rabaul konnte von der 8. Regionalarmee zwar bis Kriegsende im September 1945 gehalten werden, war aber bereits seit Ende 1944 vollständig eingeschlossen und spielte im Kriegsverlauf keine Rolle mehr. Ein ähnliches Schicksal traf die 2. Regionalarmee die, ohne ausreichende Versorgung, weiterhin Widerstand leistete. Die 18. Armee wurde in Ost-Neuguinea bis auf wenige Überlebende vernichtet, während die 2. und 19. Armee isoliert bis zum Kriegsende ausharrten und für die Alliierten strategisch keine Gefahr darstellten. Nur wenige Einheiten konnten Richtung Philippinen zurückgenommen werden und wurden dort anderen Einheiten zugeordnet.
Die 2. Regionalarmee wurde am 13. Juni 1945 vom Daihon’ei aufgelöst.

## Oberbefehlshaber

### Kommandeure
|    | Name                            | Von               | Bis               |
| -- | ------------------------------- | ----------------- | ----------------- |
| 1. | Generalleutnant Anami Korechika | 1. Juli 1942      | 26. Dezember 1944 |
| 2. | Generalleutnant Iimura Jō       | 26. Dezember 1944 | 29. Mai 1945      |

### Stabschefs
|    | Name                          | Von               | Bis               |
| -- | ----------------------------- | ----------------- | ----------------- |
| 1. | Generalmajor Yoshihara Kane   | 4. Juli 1942      | 9. November 1942  |
| 2. | Generalmajor Watanabe Yō      | 9. November 1942  | 29. Oktober 1943  |
| 3. | Generalleutnant Numada Katazō | 29. Oktober 1943  | 26. Dezember 1944 |
| 4. | Generalmajor Sakuma Ryōzō     | 26. Dezember 1944 | 29. Mai 1945      |

## Untergeordnete Einheiten

### 1942
Bei der Aufstellung der 2. Regionalarmee bestand diese aus folgenden Einheiten:
- 2. Armee (ca. 100.000 Mann)
  - 35. Division
  - 36. Division
- 32. Division
- 2. Amphibische Brigade

### 1943
Die 2. Regionalarmee setzte sich im November 1943 wie folgt zusammen:
- 2. Armee (ca. 120.000 Mann)
  - 3. Division
  - 35. Division
  - 36. Division
  - weitere kleine Einheiten
- 18. Armee (ca. 100.000 Mann)
  - 20. Division
  - 41. Division
  - 51. Division
  - weitere kleine Einheiten
- 19. Armee (ca. 100.000 Mann)
  - 5. Division
  - 46. Division
  - 48. Division
  - weitere kleine Einheiten
- 4. Luft-Armee
  - 7. Luft-Division
- 1. Feldstützpunkt-Einheit
- 2. Feldstützpunkt-Einheit